# Monumento a McKinley
El Monumento a McKinley es obelisco de 29 m en la plaza Niágara de la ciudad de Búfalo, en el estado de Nueva York (Estados Unidos). Su ubicación frente al Ayuntamiento de Búfalo define el downtown en el que convergen todas las carreteras principales.
El monumento fue encargado por el estado de Nueva York y se dedicó el 6 de septiembre de 1907 a la memoria de William McKinley, vigésimo quinto presidente de los Estados Unidos, quien fue asesinado mientras asistía a la Exposición Panamericana en Búfalo el 6 de septiembre de 1901. Daniel H. Burnham influyó en diseño del monumento al aconsejar un obelisco por razones contextuales y simbólicas. En 2017 se restauró y se contrarrestó el daño causado por las condiciones ambientales, que comprometieron su integridad.

## Descripción
El Monumento a McKinley consta de un obelisco de Vermont y mármol italiano con leones de mármol que rodean la base. Fue diseñado por los arquitectos Carrère y Hastings, quienes dirigieron el diseño de la Exposición Panamericana, con esculturas de animales de Alexander Phimister Proctor que incluyen leones dormidos (símbolos de fuerza) y tortugas (emblemas de vida eterna).
El terreno circular donado por el gobierno de Búfalo, Nueva York, tenía 2,7 m de diámetro y se llenó por completo con la base del monumento. Junto con la donación del terreno, la suma asignada para el proyecto fue de aproximadamente 100 000 dólares. Se gastaron 40 000 dólares adicionales en reparaciones de los vecindarios circundantes. Las corporaciones han gastado más de  30 000 dólares para adaptarse al sitio del monumento. La comisión para supervisar todo el proyecto estuvo compuesta por Edward H. Butler, John C. Milburn, el general EA Curtis y George E. Matthews. Cuando el monumento estuvo completamente construido, la base tenía 7 pies cuadrados con una altura de 24 pies, mientras que el obelisco se extiende 69 pies por encima de la base.

### Escultura de León
En 1905, Alexander Phimister Proctor, quien era un escultor estadounidense muy popular en ese momento, completó un modelo de los cuatro leones que rodearían la base del Monumento McKinley. Cada uno de los leones sería esculpido cuatro veces más grande que un león real y hecho completamente de mármol blanco. Estos leones pesan unas 12 t, miden 3,7 m y se inspiraron en Sultan, un león del Zoológico del Bronx.
La combinación de arquitectura tradicional (obelisco) y animales salvajes era relativamente nueva en el arte estadounidense, pero se expresó en este monumento.

### Inscripciones

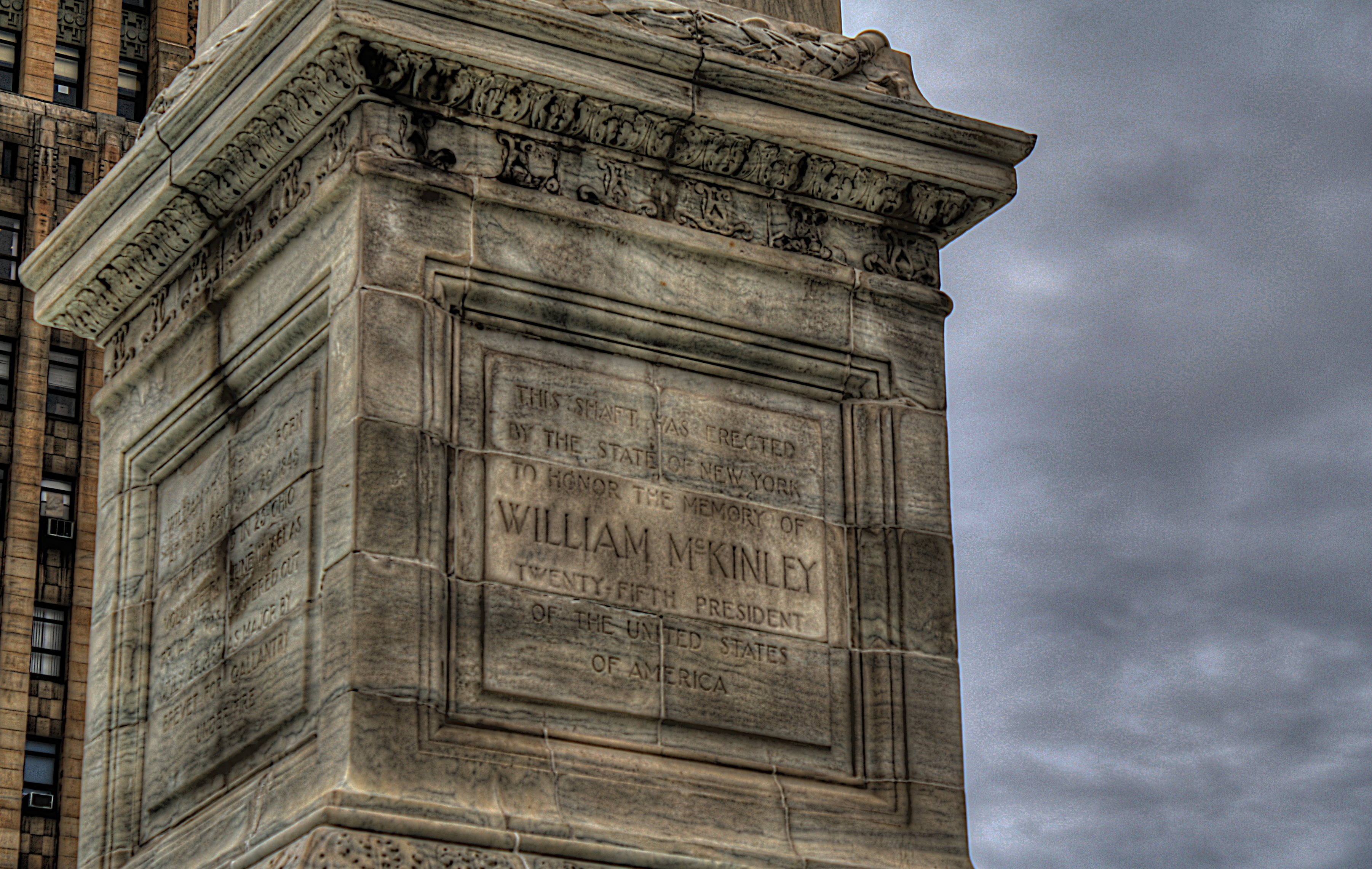
Inscripción en la base del obelisco

En la base de la columna se encuentran las siguientes inscripciones:
"Esta asta fue erigida por el Estado de Nueva York para honrar la memoria de William McKinley, vigésimo quinto presidente de los Estados Unidos de América".
"William McKinley nació en Niles, Ohio, el 29 de enero de 1843".
"Se alistó en el Vigésimo Tercero de Voluntarios de Ohio el 11 de junio de 1865, como Mayor por brevet por valentía bajo fuego".
"William McKinley fue elegido para el Congreso como Representante de Ohio en 1876, 1878, 1880, 1882, 1884, 1886".
"Fue elegido Gobernador de Ohio en 1891 y 1893, y Presidente de los Estados Unidos en 1896 y 1900".
"William McKinley murió en Búfalo el 14 de septiembre de 1901".
"Víctima de un sicario traidor que le disparó al Presidente cuando le tendía la mano de cortesía".

 "El monumento fue construido bajo la dirección de una comisión compuesta por EH Butler y George E. Matthews de Búfalo; John G. Milburn de Nueva York, antes de Búfalo, y en cuya casa murió el presidente McKinley, y EA Curtis de Fredonia".

## Influencia de Daniel H. Burnham
El arquitecto Daniel H. Burnham tuvo un gran impacto en la forma del obelisco del Monumento McKinley. Expresó su opinión sobre el tipo de monumento que se construirá después de ser llamado por funcionarios del gobierno de Búfalo. La ubicación en Niagara Square en un parque ya existente planteó algunas limitaciones al monumento. Los edificios altos alrededor del parque junto con la expansión desconocida requerirían un monumento que llamara la atención pero que aún permitiera el uso del parque. Esto llevó a Burnham a la conclusión de un monumento de obelisco junto con una base de pedestal.
Según Burnham, sería necesaria una fuente en el monumento, pero sería difícil de mantener en los duros inviernos de Nueva York. Determinó que el pedestal debería tener valor artístico ya sea que se agregara agua a la arquitectura o no.

## Dedicación
El Monumento a McKinley se dedicó el 6 de septiembre de 1907, el sexto aniversario del tiroteo, para conmemorar el asesinato de William McKinley durante la Exposición Panamericana de 1901 durante la Celebración de la Semana del Viejo Hogar. El día de la inauguración cayó un fuerte aguacero pero un estimado de 100 000 observadores acudieron a recordar a un querido presidente a pesar de la lluvia. La ceremonia comenzó a las tres de la tarde con un desfile de tropas estadounidenses y canadienses que expresaron la buena voluntad internacional. Específicamente, las tropas de dos batallones de la Duodécima Infantería de los Estados Unidos, el Sexagésimo Quinto Regimiento, la Guardia Nacional de Nueva York y el Decimotercer Regimiento Real Canadiense participaron en la inauguración.
El gobernador Charles Evans Hughes habló en la inauguración del Monumento McKinley. Celebró a las personas de la democracia que se dedican al servicio público, alentando a los visitantes a conservar los ideales que otros establecieron y por los que murieron.
El poeta Carl Sandburg escribió un poema sobre el monumento llamado Slants en Búfalo, New York, comenzando: "Un dedo índice de piedra, soñado por un escultor, apunta al cielo. / Dice: ¡Por aquí! De esta manera!"

## Proyecto de restauración
El Monumento McKinley se ha visto significativamente afectado por la exposición a los elementos durante más de un siglo, por lo que se llevó a cabo una restauración completa entre junio de 2017 y septiembre de 2017. La compañía Flynn Battaglia fue seleccionada para restaurar el monumento. Comenzaron quitando bloques de mármol dañados y reemplazándolos con bloques nuevos de la misma cantera en Vermont. Se quitaron los adoquines y las escaleras y se colocaron en el suelo, se limpiaron los postes de piedra y se reemplazaron dos, y se recubrieron las fuentes para evitar fugas.